# Вики любит Землю
Вики любит Землю (в оригинале на англ. Wiki Loves Earth или сокращённо WLE) — ежегодный международный конкурс фотографии, который проводится в мае-июне, организованный во всём мире членами сообщества Википедии при поддержке местных филиалов фонда Викимедиа. Участники делают фотографии местного природного наследия и живописных пейзажей своих стран и загружают их на Викисклад. 
Смысл и цель международного фотоконкурса «Wiki Loves Earth» заключается в фотографировании охраняемых природных территорий (заповедников, заказников, национальных парков и т.п.). Чтобы облегчить задачу, участникам из каждой страны предлагается специально созданный список подобных территорий. Этот конкурс — не просто соревнование, он имеет большое образовательное, культурное и информационное значение. Благодаря этому конкурсу миллионы людей во всём мире получают новые знания о животном и растительном мире нашей планеты, о красоте и разнообразии природных ландшафтов, о проблемах и достижениях в области охраны природы.

## История
Впервые конкурс Вики любит Землю был проведён на Украине в 2013 году. Оргкомитет конкурса возглавил этнограф Евгений Букет. В последующие годы конкурс стал международным и распространился на другие страны. 
В 2014 году в международном фотоконкурсе участвовало 15 стран. В 2015 редакция конкурса Вики любит Землю рассмотрела более 100 000 фотографий от 8500 участников из 26 стран мира.  Впоследствии фотоконкурс расширился до более чем 50 стран и собрал более 420 000 фотографий от более чем 40 000 участников. Он был внесён в Книгу рекордов Гиннесса как крупнейший в мире фотоконкурс.
Вики любит Землю – аналог проводящегося ежегодно фотоконкурса Вики любит памятники, который проходит в сентябре и сфокусирован на исторических памятниках и достопримечательностях.

## Победители международного конкурса

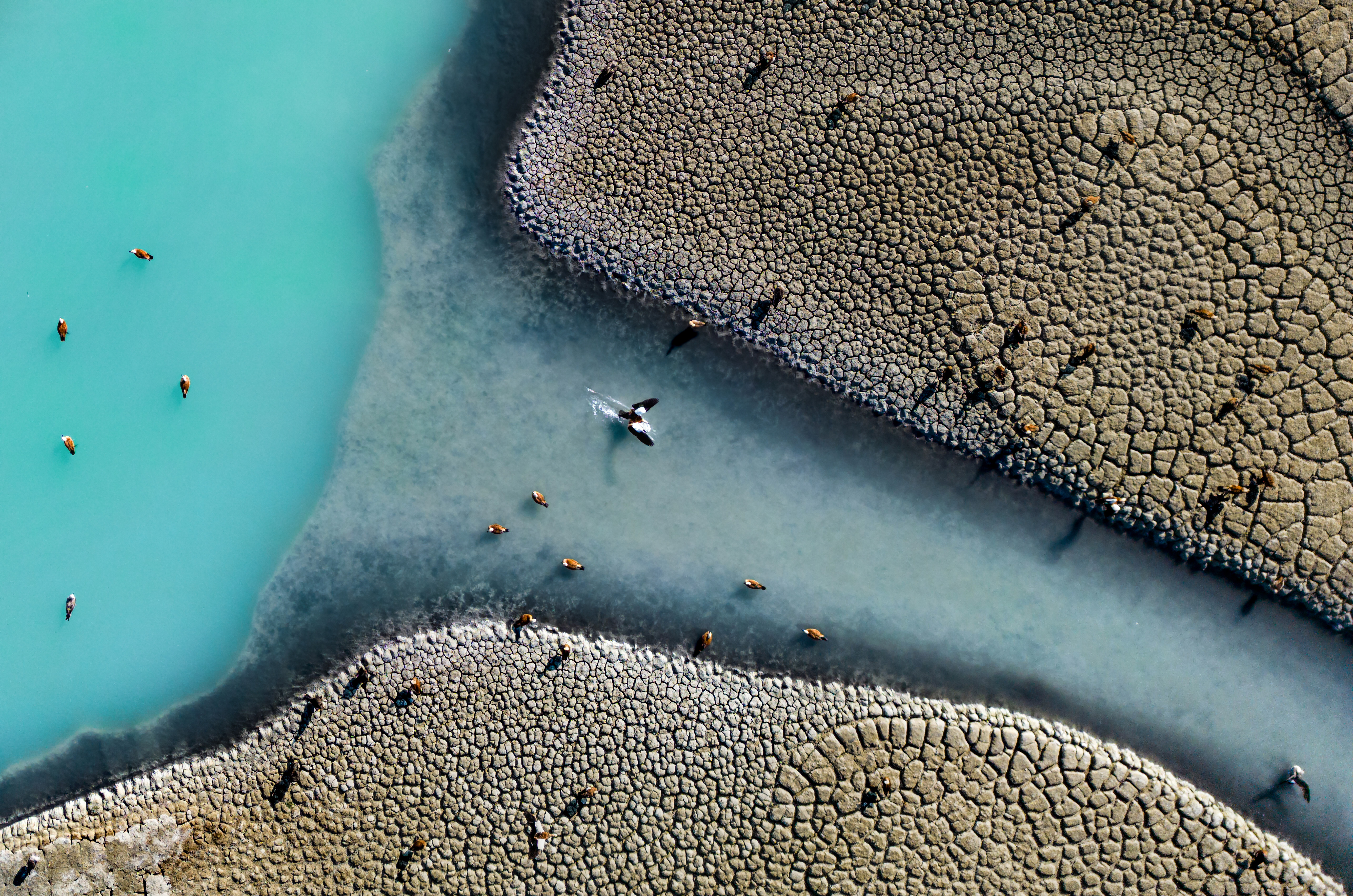
2024
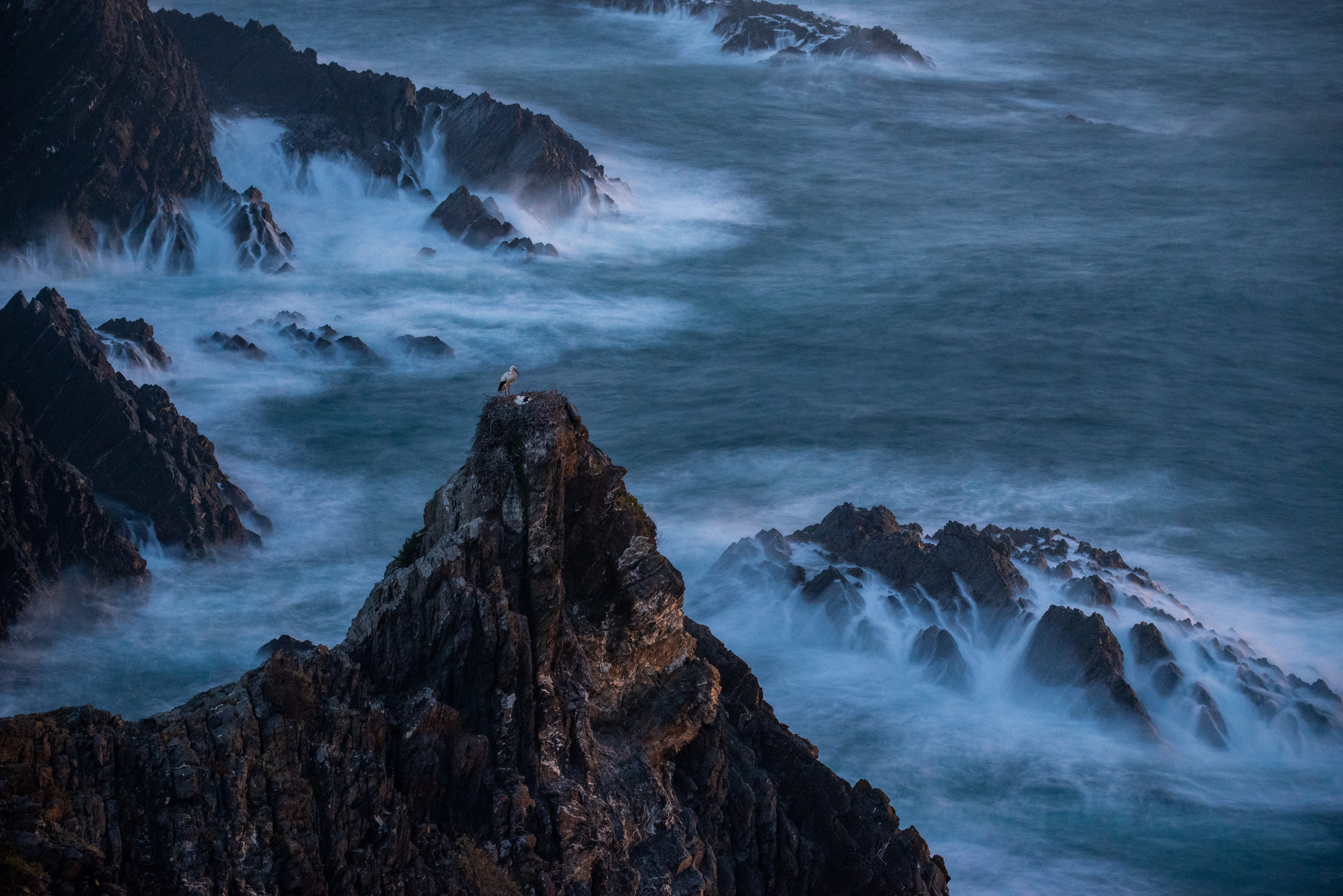
2023
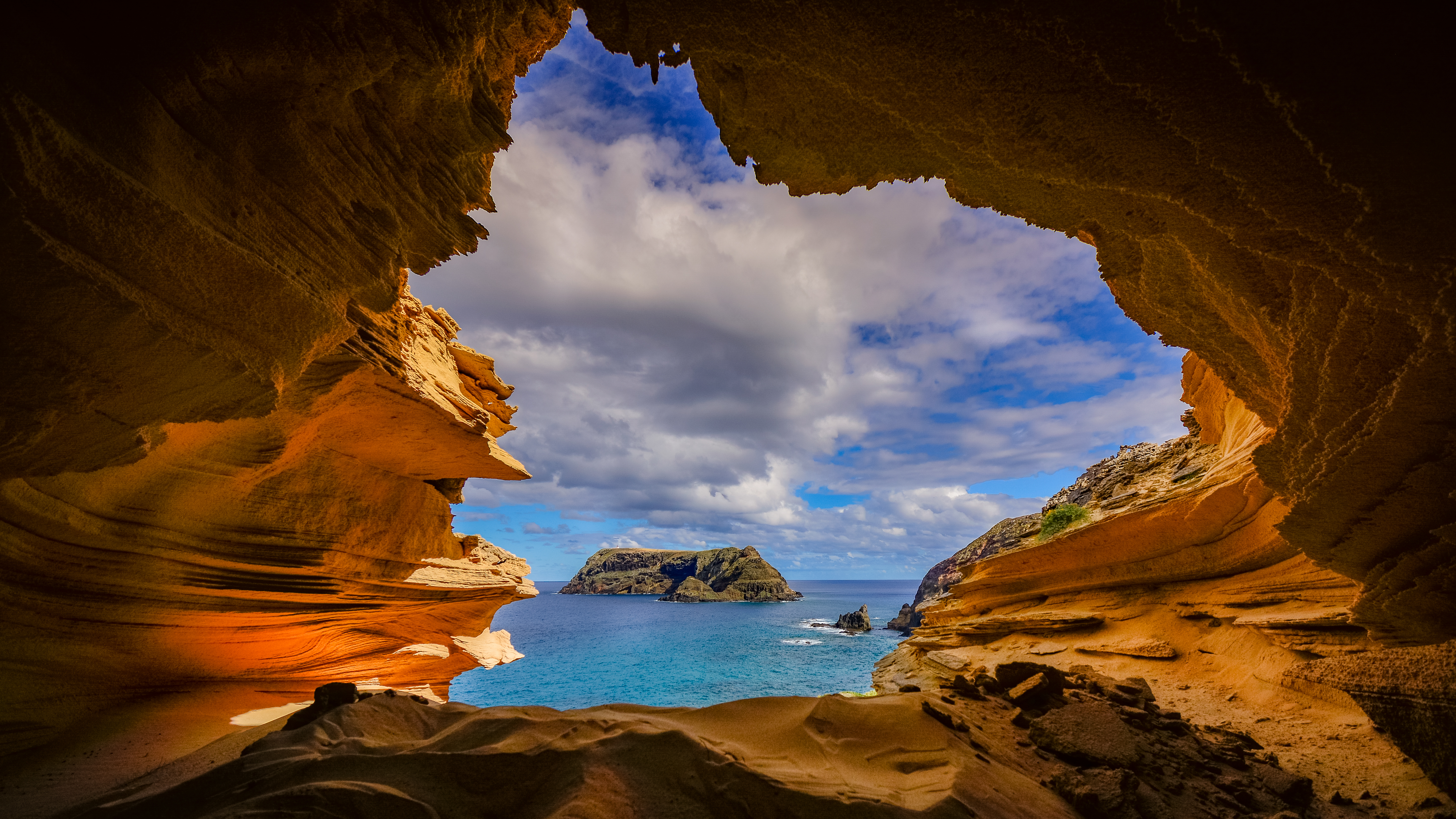
2022
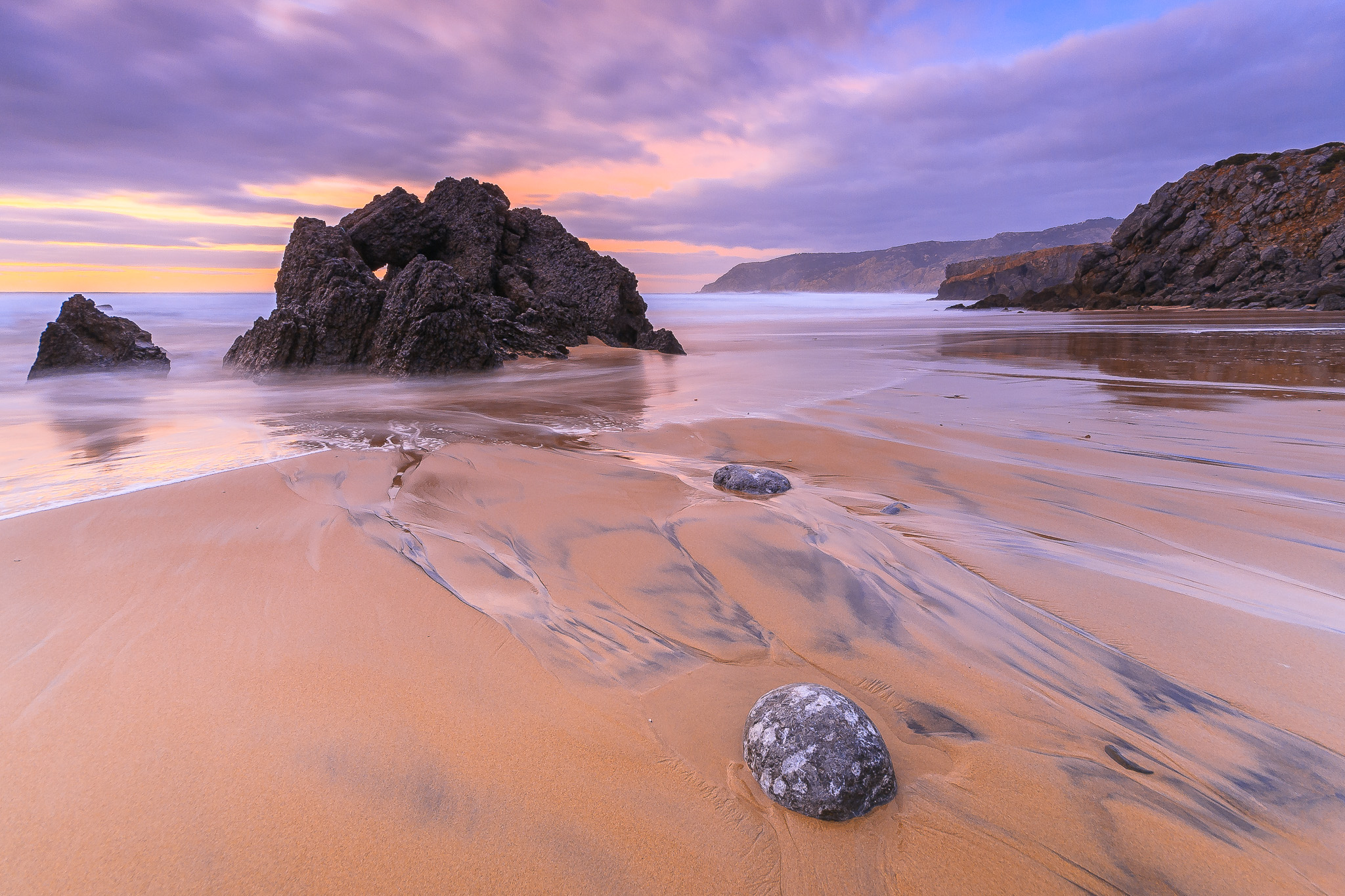
2021
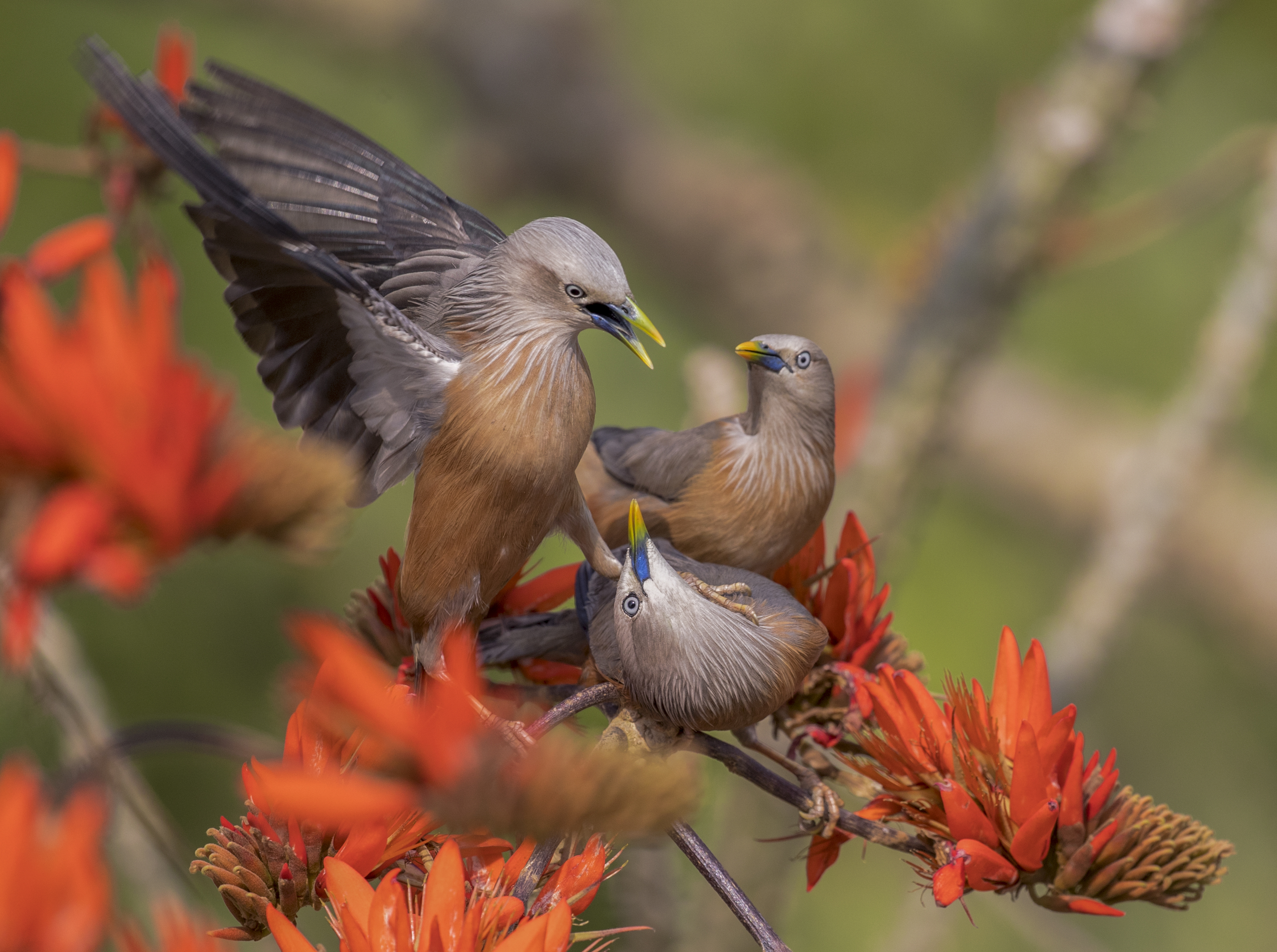
2020
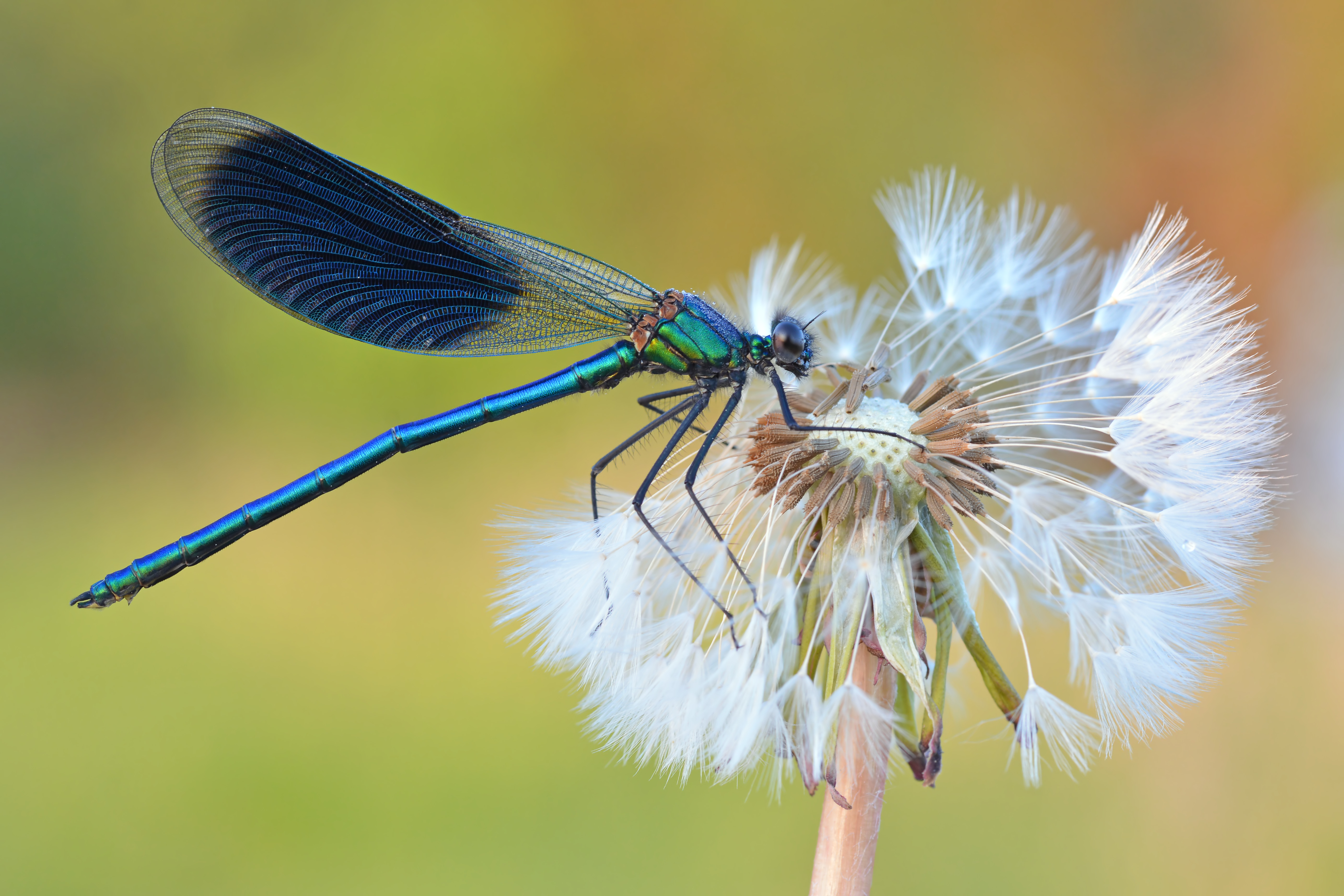
2019
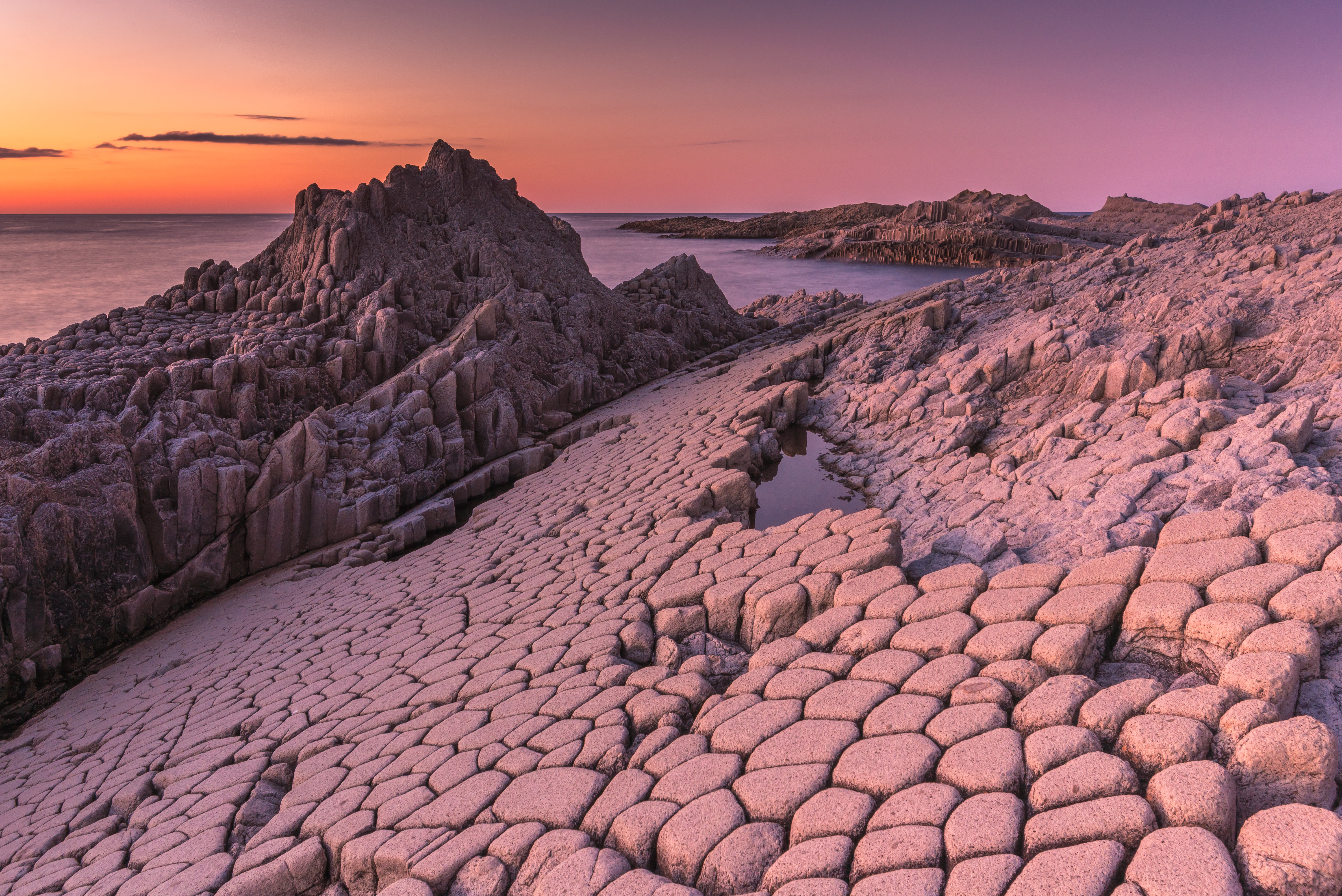
2018
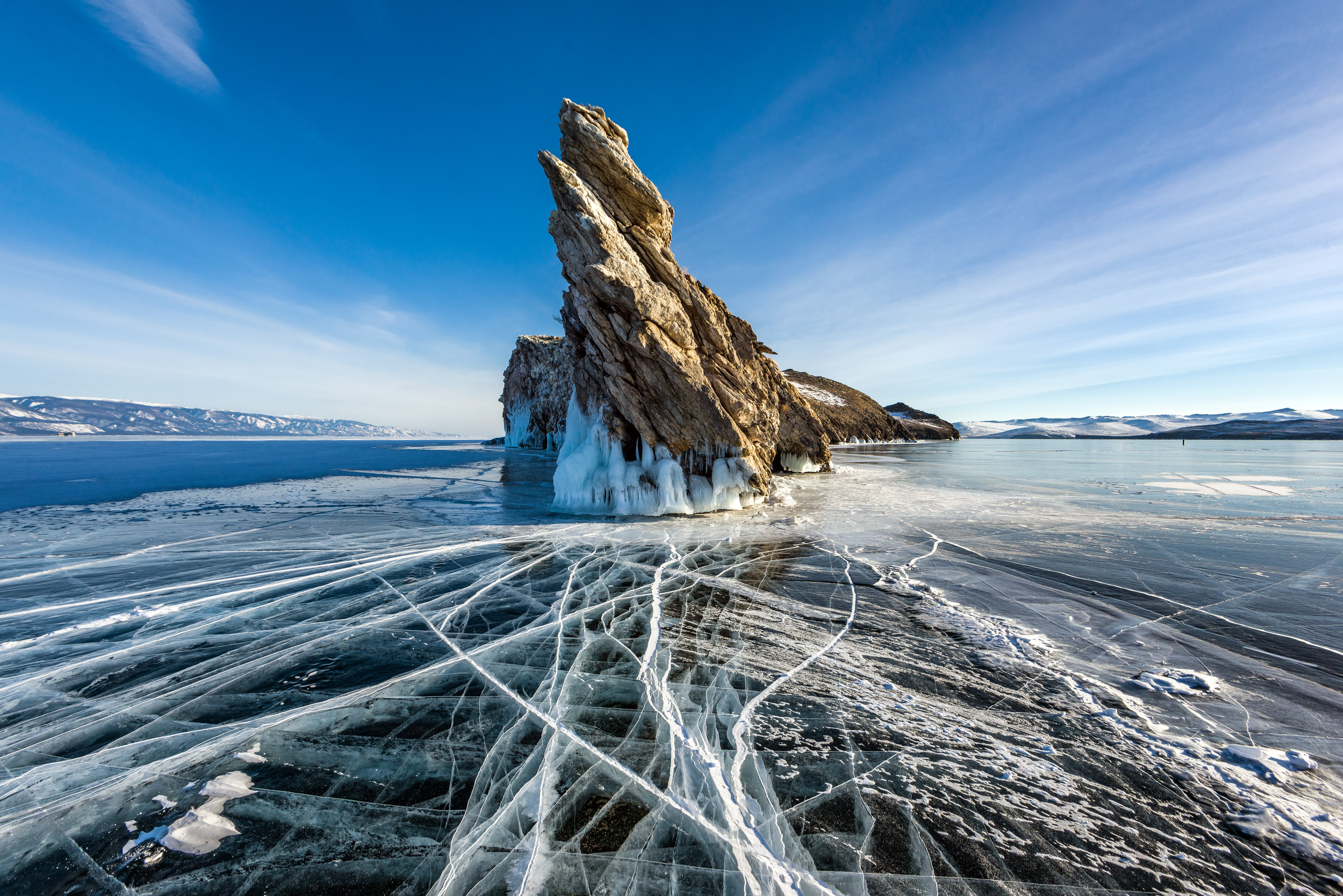
2017
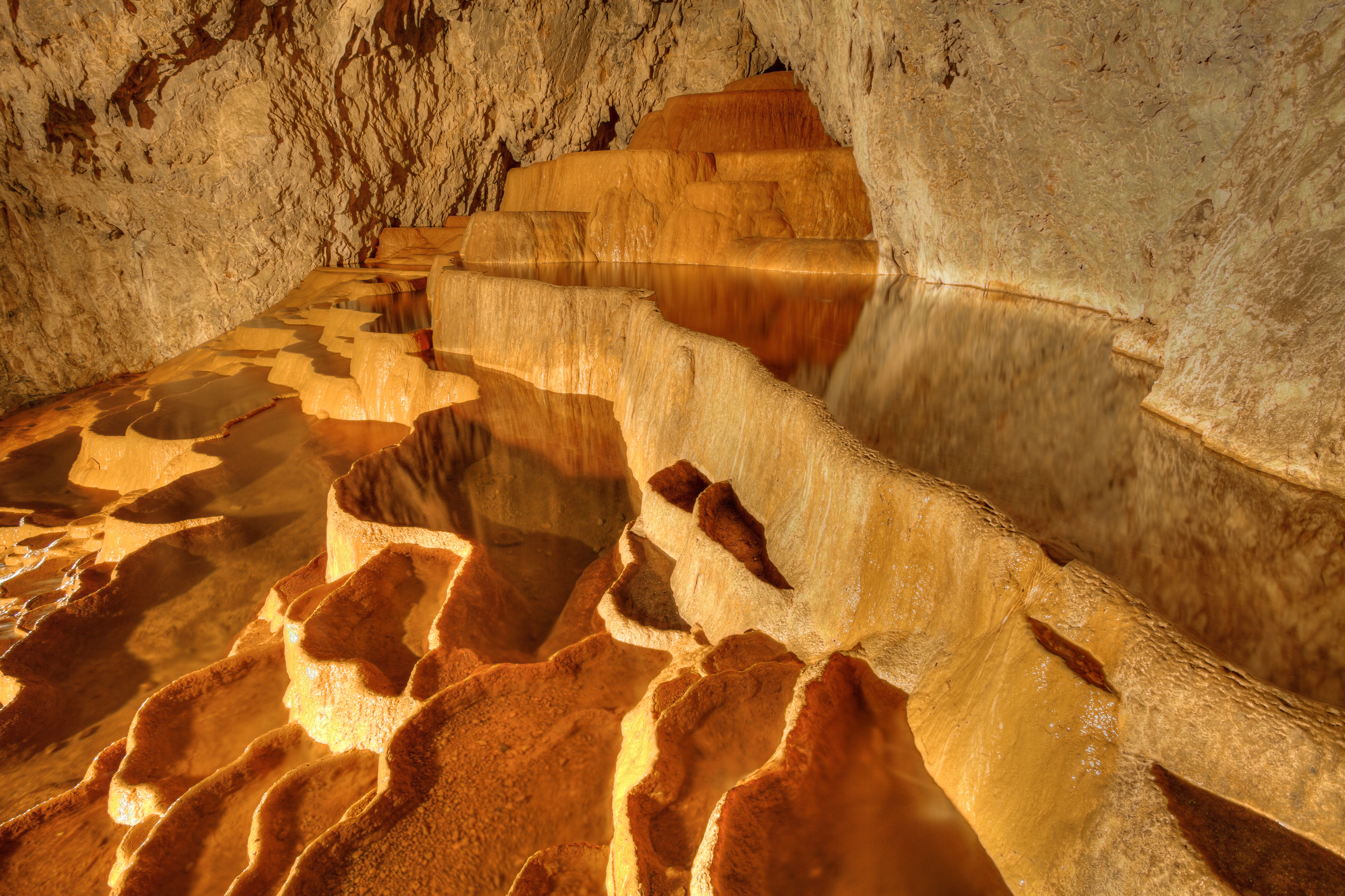
2016
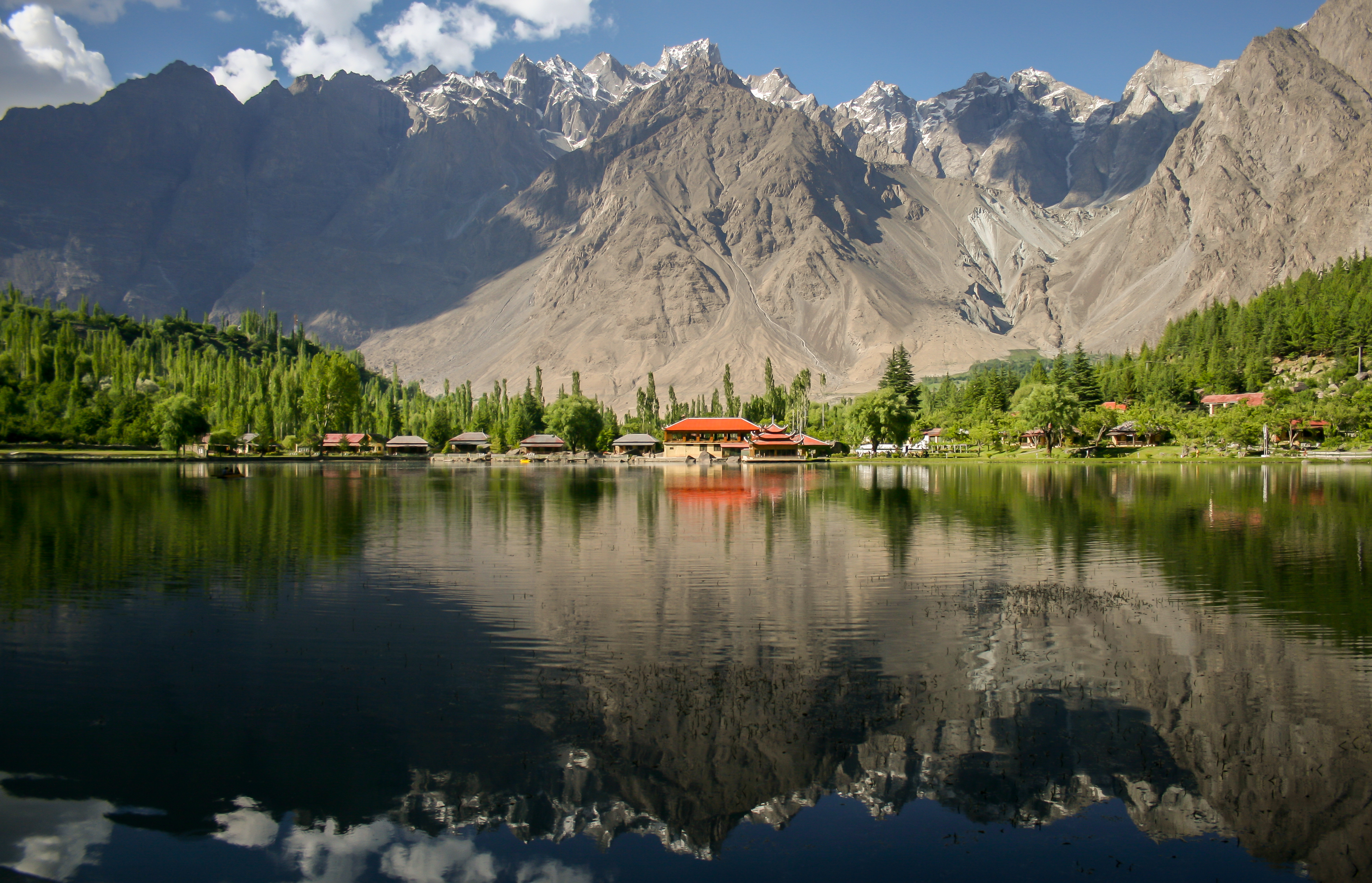
2015
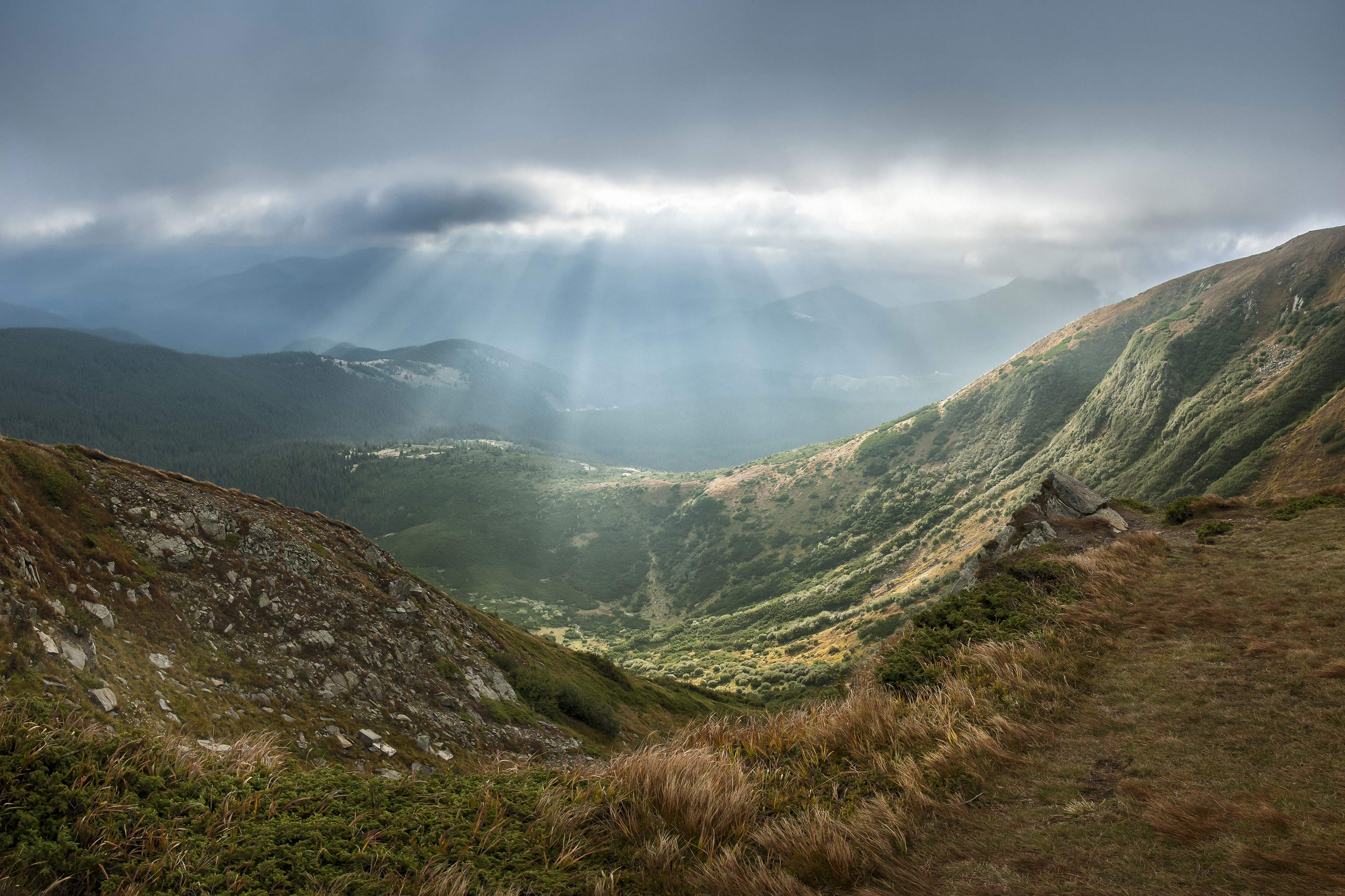
2014
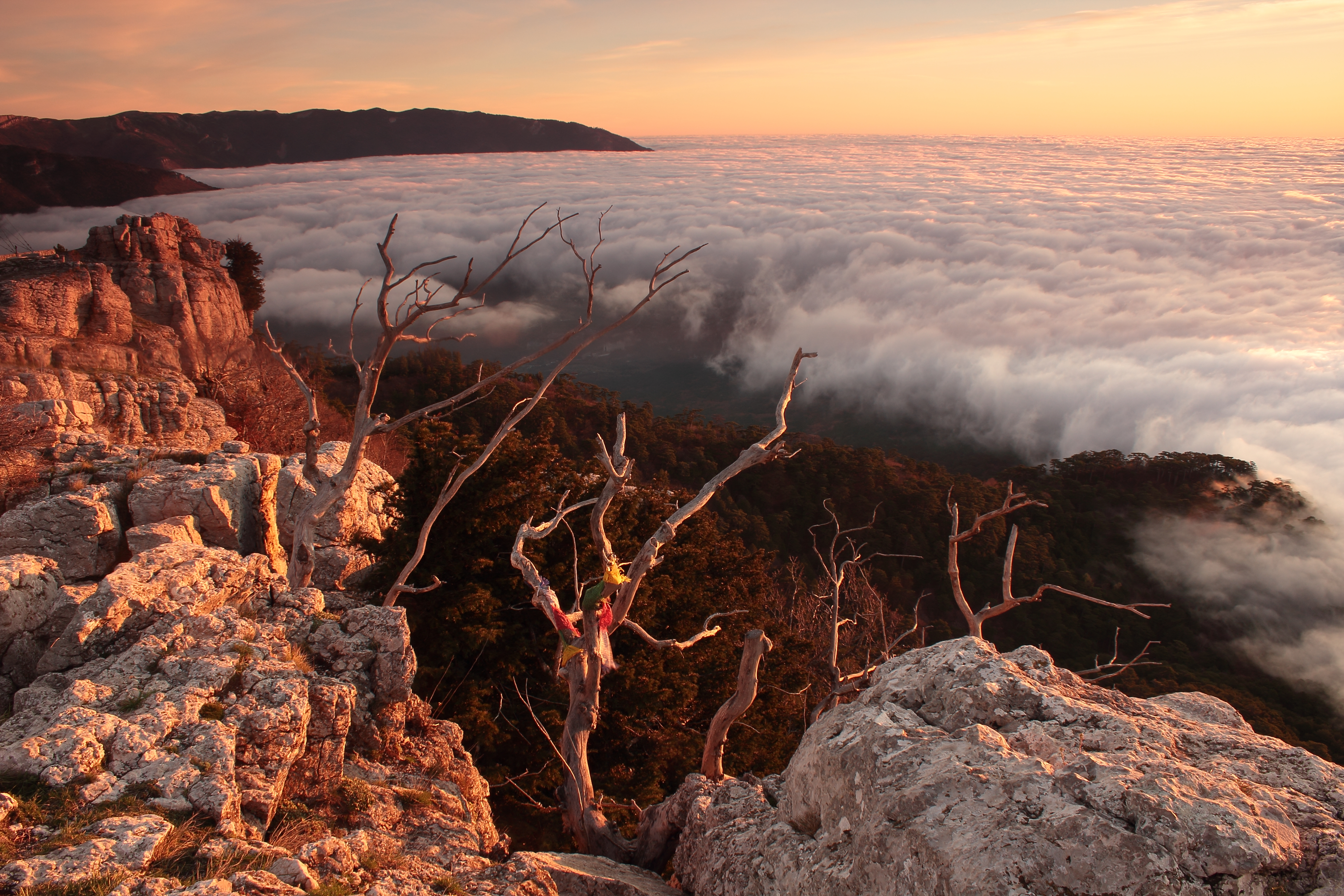
2013